# Архиепископија
Архиепископија (грч. αρχιεπισκοπή; лат. archiepiscopia) је назив за црквену област на чијем се челу налази архиепископ, првенствено у Православној цркви и неким другим црквама које припадају источном хришћанству. У ужем смислу, појам се може односити на архиепископову матичну епископију, односно епархију (такође: архиепархија), док се у ширем смислу може односити и на целокупну црквену област, односно на помесну цркву на челу са архиепископом.
У Римокатоличкој цркви и Англиканској цркви, као и у неким другим црквама које такође припадају западном хришћанству, постоји надбискупија.